# 군주 (칭호)
군주(郡主)는 중국 진나라(晉) 때 황녀를 공주(公主)에 봉할 때, 군(郡)을 봉호(封號)의 이름으로 삼아 군공주(郡公主) 또는 간단히 군주(郡主)라고 칭한 것에서 유래되었다. 단, 진대 이후부터는 군주가 독립적인 작위가 되어 군공주는 간단히 군주라고 불리게 되었다. 당·송대에는 황태자의 딸을 봉한 작위였다가, 명·청대에는 종래엔 정2품 현주(縣主)로 봉했던 친왕의 딸도 군주로 봉작하였는데 청대에는 정식 황태자의 수가 오직 한 명 뿐이었으며 이또한 중도에 폐위되었기에 친왕의 딸의 작위로 널리 알려진다.
한반도에서는 조선시대에 왕세자의 적녀를 외명부 정2품 군주에 봉하고, 서녀는 군(郡)의 아래 행정단위인 현(縣)을 써서 정3품 현주(縣主)에 봉하였다. 한편 일본의 경우에는 일본 천황의 증손녀 이하의 여자 황족(방계가 아닌 직계존속의 천황으로부터 계산)을 여왕(女王)이라고 부른다.

## 조선

### 과정
조선 세종 13년에 공정왕(이후 정종으로 추대)의 딸들의 작위를 정하면서 공정왕은 정통 왕으로 인정할 수 없으니 그의 자녀들의 작위도 낮추어야 한다는 세종의 주장으로 종실의 딸을 군주(郡主)로 삼은 중국의 전례를 따라 정종의 딸들을 군주로 봉한 것이 최초의 사례이다. 이후 세종 22년에 종실 여인들의 관제가 재정되면서 왕의 적녀는 공주(公主), 왕의 서녀와 세자의 적녀는 군주(郡主), 세자의 서녀와 대군의 적녀는 현주(縣主), 제군의 적녀와 대군의 아들의 딸은 향주(鄕主), 나머지 종실의 딸은 모두 정주(亭主)로 조정되었다. 이후 향주와 정주는 택주(宅主)와 함께 사라졌으며 대군의 적녀를 현주로 삼는 제도도 폐지되어 왕의 딸과 세자의 딸만이 외명부 작위를 받게 된다. 이에 왕의 적녀는 공주, 왕의 서녀는 옹주, 세자의 적녀는 군주, 세자의 서녀는 현주로 봉작됐다.

### 남편
세조 12년에 부마부를 의빈부로 개칭하면서 군주의 남편과 현주의 남편의 작위도 지정되어 군주의 남편은 정·종 3품 부빈(副賓)으로 정해졌다. 이후 성종 15년에 의빈부 관호를 다시 개칭하면서 종래 종3품 부빈으로 초봉하였다가 이후 정3품 부빈으로 승봉했던 것을 정3품 당상 부위(副尉)로 초봉하는 것으로 조정하였다. 고종 6년에 이르러 부위의 품계가 종1품으로 격상되었다.

## 베트남
베트남에서는 황제의 딸이 아닌 모든 1세대 왕실 여자[제의 형제의 딸]를 군상주(郡上主)라고하며 2세대 왕실 여자[제의 형제의 손녀]는 보통 군주(郡主)라고 불렀다. 군주의 남편은 의빈(儀賓)로서 부여 받았다.

## 중국에서의 사용 예
- 당나라(唐) : 황태자의 딸을 봉한 작위. 종1품.[6]
- 송나라(宋) : 황태자의 딸을 봉한 작위. 휘종(徽宗) 때 종희(宗姬)로 고쳤다.
- 명나라(明) : 친왕(親王)의 딸과 군왕(郡王)의 적녀를 봉한 작위.
- 청나라(淸) : 친왕의 딸을 봉한 작위. 공식적으로는 격격(格格)을 썼다.

## 같이 보기
- 옹주(翁主)
- 현주(縣主)
- 여왕 (일본)
- 군주 (칭호) 목록